# Eurovision Song Contest: The Story of Fire Saga
Eurovision Song Contest: The Story of Fire Saga é um filme de comédia americano dirigido por David Dobkin, escrito por Andrew Steele e Will Ferrell e estrelado por Ferrell, Rachel McAdams, Pierce Brosnan, Dan Stevens e Demi Lovato. O filme segue os cantores islandeses Lars Erickssong e Sigrit Ericksdottir, que têm a chance de representar seu país no Festival Eurovisão da Canção.
O filme foi inicialmente agendado para ser lançado em maio de 2020 para coincidir com o Festival Eurovisão da Canção 2020, no entanto, o lançamento foi adiado devido à pandemia do COVID-19. O filme foi lançado na Netflix em 26 de junho de 2020.
A 15 de março de 2021, o filme recebeu uma indicação ao Oscar, na categoria de Melhor Música Original.

## Elenco
- Will Ferrell como Lars Erickssong
- Rachel McAdams como Sigrit Ericksdottir
- Pierce Brosnan como Erick Erickssong
- Dan Stevens como Alexander Lemtov
- Demi Lovato como Katiana
- Graham Norton como ele mesmo
- Ólafur Darri Ólafsson como Neils Brongus
- Björn Hlynur Haraldsson
- Nína Dögg Filippusdóttir
- Jóhannes Haukur Jóhannesson como Johans

## Lançamento
O filme foi lançado na Netflix em 26 de junho de 2020.

## Música
A trilha sonora do álbum será lançada em 26 de junho de 2020. "Volcano Man" foi a primeira música lançada do álbum e apresenta vocais de Will Ferrell e da cantora sueca Molly Sandén (McAdams, que aparece no vídeo, mas estava dublando os vocais de Sandén).

### Faixas
| N.º | Título                                          | Duração |  |
| 1.  | "Volcano Man" (por Will Ferrell e Molly Sandén) | 1:22    |  |